# Benjamin Fischer (Fussballspieler)
Benjamin Fischer (* 19. Oktober 1980 in Grabs, Schweiz) ist ein ehemaliger liechtensteinischer Fussballspieler. Zuletzt stand er 2011 in der Schweizer Challenge League beim FC Vaduz unter Vertrag.

## Leben
Benjamin Fischer ist der Sohn von Fussballtrainer Pius Fischer.

## Karriere

### Vereine
Er begann seine Karriere in der Jugend des FC Schaan und schaffte 1996 über den USV Eschen-Mauren den Sprung zum Schweizer Traditionsverein Grasshopper Club Zürich. Als ihm in Zürich der Durchbruch in das Profikader jedoch verwehrt blieb, wechselte er zur Spielzeit 1998/99 wieder in die Heimat zu Eschen-Mauren.
Beim Schweizer Viertligisten gelang ihm daraufhin der Durchbruch. Mit 20 Toren in 28 Einsätzen avancierte er zum treffsichersten Spieler seiner Mannschaft und feierte zum Ende der Saison den erstmaligen Aufstieg in die dritte Schweizer Leistungsstufe.
Zur Saison 1999/2000 folgte der nächste Karriereschritt zum Liechtensteiner Vorzeigeverein FC Vaduz. In den nächsten zwei Spielzeiten gelangen ihm für Die Rheinwölfe 27 Tore in 28 Saisoneinsätzen in der 3. Liga. Zudem konnte er zwei Liechtensteiner Cup-Erfolge mit dem Verein verbuchen.
2001 wechselte er ein weiteres Mal in die Schweiz, zum ambitionierten Club Chur 97. Auch in Chur schlug er auf Anhieb ein, avancierte abermals mit 25 Saisontoren in 28 Einsätzen zum besten Torschützen seines Vereins. Die Spielzeit 2002/03 wurde von einigen kleinen Verletzungen überschattet, die ihn oftmals zum Zusehen zwangen. Seine Bilanz: 13 Tore in 18 Einsätzen. Trotz seiner überdurchschnittlich hohen Torausbeute verfehlte er jedoch mit dem Verein in beiden Jahren den Aufstieg in die Zweitklassigkeit. Als diesen sein früherer Verein FC Vaduz schaffte, wechselte er in der Sommerübertrittszeit 2003 wieder zurück.
In Vaduz konnte er daraufhin mit der Wahl zum Liechtensteiner Fussballer des Jahres seinen bisher grössten Erfolg verbuchen. In der Saison 2004/05 konnte er aufgrund vieler Verletzungen lediglich 8 Saisonspiele bestreiten, ehe er 2005 wieder gewohnt konstante Leistungen zeigte. 2008 folgte mit dem Meistertitel in der Challenge League und dem damit verbundenen Aufstieg in die Super League der nächste Karrierehöhepunkt. Fischer hatte mit 10 Saisontoren grossen Anteil am Erfolg. Die Erstligasaison entwickelte sich jedoch für Verein und Spieler zum Desaster. Vaduz stieg sang- und klanglos sofort wieder ab, und Fischer konnte in 23 Saisoneinsätzen keinen einzigen Torerfolg verbuchen. Dazu verletzte er sich zum Ende der Spielzeit schwer am Knie und verpasste dadurch die gesamte Vorbereitung für die Spielzeit 2009/00.
Als er sich im August 2009 aus der Rekonvaleszenz zurückmeldete, kam es zu einem folgenschweren Vorfall zwischen ihm und dem Betreuerteam. Um fitnesstechnisch zu seinem Teamkameraden aufzuschliessen, liess ihn Trainer Pierre Littbarski bei grosser Hitze eine Vielzahl von 600-Meter-Sprints absolvieren, bis Fischer bewusstlos zusammenbrach und von einem Rettungsdienst abtransportiert werden musste. Zuvor hatte er mehrmals den Trainer darauf hingewiesen, dass er mit seiner Kraft am Ende angelangt sei. Der Vorfall wurde von den Schweizer Medien gross aufgegriffen und über Wochen ausgeschlachtet. In der Zwischenzeit kam es zwischen Spieler und Trainer zur Kontroverse. Fischer warf Littbarski vor, unverantwortlich gehandelt zu haben. Dieser warf wiederum dem Spieler vor, dass ein Training unter Felix Magath sicher intensiver wäre und ein Spieler so etwas aushalten müsse. Zudem habe sich Fischer unverantwortlich verhalten, da er nach dem Vorfall einen Privatarzt konsultierte und nicht den offiziellen Mediziner des Vereins. Seit dem Vorfall stand Fischer zwar offiziell wieder im Kader von Vaduz, wurde von Littbarski aber in keinem Wettbewerbsspiel mehr eingesetzt. Als Konsequenz verliess er daraufhin den Verein im Januar 2010 in Richtung FC Chiasso.
Nach der Entlassung von Littbarski kehrte er nach einem halben Jahr mit sieben Toren in 14 Spielen für Chiasso wieder zum FC Vaduz zurück.

### Nationalmannschaft
Im Jahr 2005 debütierte Fischer erstmals für die Nationalmannschaft Liechtensteins. Am 7. September 2005 gelang ihm beim 3:0-Sieg in der Qualifikation zur Fussball-Weltmeisterschaft 2006 gegen Luxemburg sein erster Torerfolg im Trikot des Fürstentums. Im selben Jahr folgte noch ein weiterer Treffer bei der 1:2-Niederlage gegen Portugal. Er absolvierte bis 2011 insgesamt 23 Länderspiele für Liechtenstein, in denen er 2 Tore erzielte.

## Erfolge
- 1× Liechtensteiner Fussballer des Jahres: 2004
- 1× Meister der Schweizer Challenge League: 2008
- 1× Aufstieg in die 1. Liga: 1999
- 8× Liechtensteiner Cup-Sieger: 2000, 2001, 2004, 2005, 2006, 2007, 2008, 2009